# 5641 McCleese
5641 McCleese eller 1990 DJ är en asteroid i huvudbältet som upptäcktes 27 februari 1990 av den amerikanske astronomen Eleanor F. Helin vid Palomar-observatoriet. Den är uppkallad efter den amerikanske astronomen Daniel J. McCleese.
Asteroiden har en diameter på ungefär 5 kilometer och den tillhör asteroidgruppen Hungaria.